# Флитвуд, Чарльз
Чарльз Флитвуд (англ. Charles Fleetwood; род. 1618 г. Нортгемптон — ум. 4 октября 1692 г. Лондон) — английский генерал и политический деятель эпохи английской революции.

## Биография
Был одним из вождей армии, ставшей на сторону парламента против короля Карла I. В 1646 избран членом парламента. Был одним из инициаторов ареста короля, в суде над которым, однако, участия не принимал. В 1651 был назначен членом Государственного совета и вместе с Оливером Кромвелем участвовал в военных действиях в Шотландии. Сблизившись с последним, Флитвуд в 1652 женился на его дочери и стал послушным проводником его политики. В том же году он был назначен командующим войсками в Ирландии. В последние годы жизни Кромвеля между ним и Флитвудом наступило охлаждение, так как Флитвуд отрицательно относился к диктаторским и монархическим стремлениям протектора.
После смерти Кромвеля Флитвуд был назначен главнокомандующим. Но раздоры с другими генералами заставили Флитвуда сделать попытку опереться на созванные им остатки Долгого Парламента, который, однако, лишил его власти. После роспуска парламента Флитвуд снова стал во главе армии, но вскоре потерял влияние и в армии и среди республиканцев вообще. При Реставрации никакой роли уже не играл.
Был женат на Бриджит Кромвель — дочери Оливера Кромвеля.